# Nogueira da Montanha
Nogueira da Montanha is een plaats (freguesia) in de Portugese gemeente Chaves en telt 693 inwoners (2001).